# Desesperado (canción)
"Desesperado" es una balada escrita por el compositor español Rafael Pérez Botija e interpretada por el cantante mexicano José José. La canción fue originalmente grabada entre 1981 y 1982 y lanzada posteriormente como el sencillo principal del decimoctavo álbum de José José Mi vida (1982).

## Antecedentes y significado
Este canción fue otra de las escritas por Botija detrás de algunos éxitos más como Preso, Me basta, Gavilán o paloma, Volcán entre otros. La balada expresa el desespero de un hombre que ruega a su amada que regrese. La letra refleja la intensidad de los sentimientos del protagonista, quien implora el regreso de su amada sin importar las circunstancias.

## Lista de canciones

### CD - Promo[7]
| Desesperado - Single |               |                     |          |  |
| N.º                  | Título        | Compositor          | Duración |  |
| 1.                   | «Desesperado» | Rafael Pérez Botija | 3:38     |  |
| 2.                   | «Mientes»     | Alejandro Jaén      | 3:40     |  |

## Posicionamiento en listas
| Lista (1982)                    | Posición |
| ------------------------------- | -------- |
| U.S. Billboard Hot Latin Tracks | 24       |
| México Top +60                  | 32       |